# Magdalena Grochowska
Magdalena Grochowska (Varsavia, 5 marzo 1978) è un'attrice polacca che vive e lavora in Italia.

## Biografia
Ha studiato danza e canto e ha recitato in teatro prima di approdare al cinema e in televisione.
Tra i suoi lavori, ricordiamo i film Per non dimenticarti (2006), regia di Mariantonia Avati (2006), e I Viceré (2007), regia di Roberto Faenza, nel quale interpretò il ruolo di Donna Isabella.
In televisione ha recitato, tra l'altro in Una donna per amico 3 (2001), CentoVetrine (2001-2002, 2005), R.I.S. 5 - Delitti imperfetti (2009) e Un posto al sole (dal 2016), dove interpreta il ruolo di Nadia Makarenko, la nuova compagna di Renato Poggi (Marzio Honorato). Dal 2019 interpreta il ruolo della ricca vedova Flavia Brancia nella soap opera Il paradiso delle signore.

## Filmografia

### Cinema
- Zora la vampira, regia dei Manetti Bros. (2000)
- Diapason, regia di Antonio Domenici (2001)
- L'inverno, regia di Nina Di Majo (2002)
- Per non dimenticarti, regia di Mariantonia Avati (2006)
- I Viceré, regia di Roberto Faenza (2007)
- Voce del verbo amore, regia di Andrea Manni (2007)
- Tutte lo vogliono, regia di Alessio Maria Federici (2015)
- A Napoli non piove mai, regia di Sergio Assisi (2015)
- Si accettano miracoli, regia di Alessandro Siani (2015)
- Il mio regno per una farfalla, regia di Sergio Assisi (2024)

### Televisione
- Villa Ada, regia di Pierfrancesco Pingitore (1999) — film tv
- Ultimo - La sfida, regia di Michele Soavi – miniserie TV (1999)
- Casa Vianello – sitcom, episodio 9x12 (2001)
- Una donna per amico 3 – serie TV (2001)
- Compagni di scuola – serie TV, episodio 1x11 (2001)
- CentoVetrine – soap opera (2001; 2005)
- Don Matteo – serie TV, episodio 4x12 (2004)
- L'avvocato, regia di Massimo Donati e Alessandro Maccagni – miniserie TV, episodi L'esploratore - 1ª parte e 2ª parte (2004)
- Incantesimo 8 – soap opera (2005)
- Questa è la mia terra - Vent'anni dopo – serie TV (2006-2008)
- Gente di mare 2  – serie TV (2007)
- I Viceré, regia di Roberto Faenza – miniserie TV, versione televisiva (2008)
- R.I.S. 5 - Delitti imperfetti – serie TV (2009)
- Butta la luna 2 – serie TV (2009)
- Intelligence - Servizi & segreti – serie TV, episodio 1x03 (2009)
- Capri 3 – serie TV (2010)
- Anna e i cinque 2 – serie TV (2011)
- I liceali 3 – serie TV (2011
- Zodiaco - Il libro perduto, regia di Tonino Zangardi – miniserie TV (2012)
- Un passo dal cielo 2 – serie TV (2012)
- Nero Wolfe, – serie TV, episodio 1x05, Scacco al Re (2012)
- Ultimo - L'occhio del falco, regia di Michele Soavi – miniserie TV (2013)
- Provaci ancora prof! – serie TV (2013)
- Che Dio ci aiuti 3 – serie TV (2014)
- Romeo e Giulietta, regia di Riccardo Donna – miniserie TV (2014)
- I misteri di Laura – serie TV (2015)
- Un posto al sole – soap opera (2016-2019)
- Don Matteo – serie TV, episodio 10x05 (2016)
- Non dirlo al mio capo  – serie TV (2016)
- La strada di casa – serie TV (2017)
- Il paradiso delle signore, regia di Isabella Leoni – soap opera (2019-2022)
- Tutta colpa di Freud - La serie – serie TV (2021)
- La fuggitiva, regia di Carlo Carlei – miniserie TV, episodio 1x05 (2021)
- Luce dei tuoi occhi – serie TV, episodio 1x06 (2021)
- Black Out – serie TV (2023-2025)
- La lunga notte - La caduta del Duce – serie TV, episodio 4 (2024)
- La legge di Lidia Poët (seconda stagione) – serie TV, 4 episodi (2024)

## Teatro
- Cyrano de Bergerac di Rostand
- L'opera da tre soldi di Brecht
- L'uomo che non poteva morire di Dino Desiata